# Stazione di Salbertrand
Stazione di Salbertrand vasútállomás Olaszországban, Salbertrand településen.

## Vasútvonalak
Az állomást az alábbi vasútvonalak érintik:
- Torino–Modane-vasútvonal

## Kapcsolódó állomások
A vasútállomáshoz az alábbi állomások vannak a legközelebb:
- Stazione di Oulx-Cesana-Claviere-Sestriere
- Stazione di Chiomonte